# El Temple del Sol
El Temple del Sol és el catorzè àlbum de Les aventures de Tintín i Milú creat per Hergé el 1949. Es va publicar serialitzat a la revista Tintin del setembre del 1946 a l'abril del 1948. Completant la trama començada a Les 7 boles de cristall, s'explica com en Tintín, en Milú i el capità Haddock continuen els seus esforços per rescatar el segrestat professor Tornassol tot travessant els Andes abans de trobar una civilització inca.

## Argument
A continuació dels esdeveniments de Les 7 boles de cristall, en Tintín, en Milú i el capità Haddock arriben al Callao, Perú. Allà, planegen interceptar l'arribada del Pachacámac, un vaixell que porta al seu amic el Professor Tornassol, que és retingut per uns segrestadors. Tintín aborda el vaixell i coneix Chiquito, antic assistent del General Alcázar i un dels segrestadors, que Tornassol serà executat per fer servir un braçalet pertanyent al rei inca momificat Rascar Capac.
Tintín a penes escapa del navili amb vida i ell i Haddock alerten les autoritats, però els segrestadors evadeixen la policia i porten Tornassol a les muntanyes dels Andes. Tintín i Haddock els persegueixen fins al poble muntanyenc de Jauja, on aborden un tren que és sabotejat en un intent de matar-los. Quan intenten investigar el parador de Tornassol, els indis locals es resisteixen a informar del parador del professor per por de ser descoberts tractant amb estrangers. Però després Tintín es fa amic d'un jove quítxua anomenat Zorrino després de salvar-lo d'uns matons locals. Un home misteriós observa aquest acte de bondat de Tintín i li dona un medalló, dient-li que el salvarà del perill. Zorrino informa a Tintín que Tornassol ha estat portat al Temple del Sol, que es troba al més profund dels Andes, i s'ofereix a portar-los allà.
Després de moltes dificultats: persecució per quatre indis que fan tot el possible per deixar-los encallats o morts o ser atacats per un còndor dels Andes, Tintín, Haddock i Zorrino arriben al Temple del Sol, trobant-ho com un lloc avançat de la civilització inca. Tots tres són capturats i portats davant el Príncep del Sol, flanquejat per Chiquito i Huascar, l'home misteriós que Tintín va trobar a Jauja. Zorrino se salva del càstig quan Tintín li dona el medalló de Huascar, però Tintín i Haddock són sentenciats a mort pel príncep Inca per la seva intrusió sacrílega. El príncep els diu que poden triar l'hora en què Pachacàmac, el déu Sol, engegarà la pira amb els seus raigs sobre la qual seran executats.
Tintín i Haddock acaben a la mateixa pira que Tornasol, que apareix finalment portat a la seva execució pels seus captors indis. No obstant això, Tintín va triar l'hora de la seva mort coincidint amb un eclipsi solar, i amb una mica de joc, els aterrits inques van creure que Tintín podia ordenar al Sol. El príncep Inca implora Tintín que faci que el Sol torni a mostrar la seva llum. Tintín crida al Sol que torni i tots tres són alliberats ràpidament. Després, el Príncep del Sol els diu que les set boles de vidre utilitzades als membres de l'expedició Sanders-Hardmount, que havien excavat la tomba de Rascar Capac, contenien un «líquid místic» obtingut de coca que els enfonsava en un somni profund. Cada vegada que el summe sacerdot inca llançava el seu encanteri sobre set figures de cera dels exploradors, podia usar-les com si fos un càstig pel seu sacrilegi. Tintín convenç el príncep inca que els exploradors només volien donar a conèixer al món l'esplendor de la seva civilització. El príncep inca ordena Chiquito destruir les figures de cera i en aquell moment a Europa els set exploradors es desperten. Després de jurar mantenir l'existència del temple en secret, Tintín, Haddock i Tornassol tornen a casa, mentre que Zorrino roman al temple inca, acceptant una oferta per viure entre ells.

## Context i antecedents
Enmig de l'ocupació alemanya de Bèlgica durant la Segona Guerra Mundial, Hergé havia acceptat un lloc de treball a Le Soir, el diari amb més circulació en llengua francesa del país. Confiscat dels seus propietaris originals, les autoritats alemanyes van permetre a Le Soir reobrir sota la direcció de l'editor belga Raymond de Becker, encara que va romandre fermament sota control nazi, recolzant l'esforç de guerra alemany i defensant l'antisemitisme. Unint-se a Le Soir el 15 d'octubre de 1940, Hergé va ser ajudat pel vell amic Paul Jamin i el dibuixant Jacques Van Melkebeke. Alguns belgues estaven disgustats perquè Hergé estava disposat a treballar per a un diari controlat pel llavors ocupant govern nazi, encara que estava molt impressionat per l'audiència de Le Soir, que va assolir els 600.000 lectors. Davant la realitat de la supervisió nazi, Hergé va abandonar els temes polítics oberts que havien condicionat gran part del seu treball anterior, en lloc d'adoptar una política de neutralitat. Sense la necessitat de sàtira dels tipus polítics, el productor d'entreteniment i autor Harry Thompson va observar que «Hergé ara es concentrava més a la trama i en el desenvolupament dun nou estil de comèdia de caràcter. El públic va reaccionar positivament».
Igual que en les seves dues històries anteriors, El secret de l'Unicorn i El tresor de Rackham el Roig, Hergé va desenvolupar la idea d'un doble arc narratiu, fet que va resultar a les dues partides Les set boles de cristall i El temple del Sol. Hergé va planejar que la història anterior descrigués un misteri, mentre que l'últim veuria els seus personatges emprendre una expedició per resoldre'l. maledicció dels faraons que havien estat descoberts durant el descobriment de la tomba del faraó Tutankamon per l'arqueòleg Howard Carter el 1922. Aquesta no era la primera vegada que Hergé s'havia inspirat en aquesta història dels tabloides, ja que ho havia fet anteriorment quan va escriure Els cigars del faraó.
No obstant això, va ser interrompuda el 2 de setembre de 1944, quan Brussel·les va ser alliberada de l'ocupació alemanya per les forces aliades. El 3 de setembre, Le Soir va deixar immediatament de publicar-se. Hergé s'havia vist obligat a abandonar la història després de 152 tires, l'equivalent a cinquanta pàgines del volum de llibres publicats més tard. La història havia quedat pendent després de l'escena en què Tintín abandona l'hospital després de veure els set membres de l'expedició aguantant un atac simultani. Tres dies més tard tot el personal va ser acomiadat i es va presentar un nou equip editorial. Hergé va ser abordat per Raymond Leblanc, exmembre d'un grup conservador de la Resistència, el Moviment Reial Nacional (MNR), i els seus associats André Sinave i Albert Debaty. El trio planejava llançar una revista setmanal per a nens. Leblanc, que tenia records infantils de Tintín al País dels Soviets, va pensar que Hergé seria ideal per això. Hergé va estar d'acord i Leblanc va obtenir els documents de liquidació per a ell, cosa que li va permetre tornar a treballar.